# Kampfschwimmerkommando 18

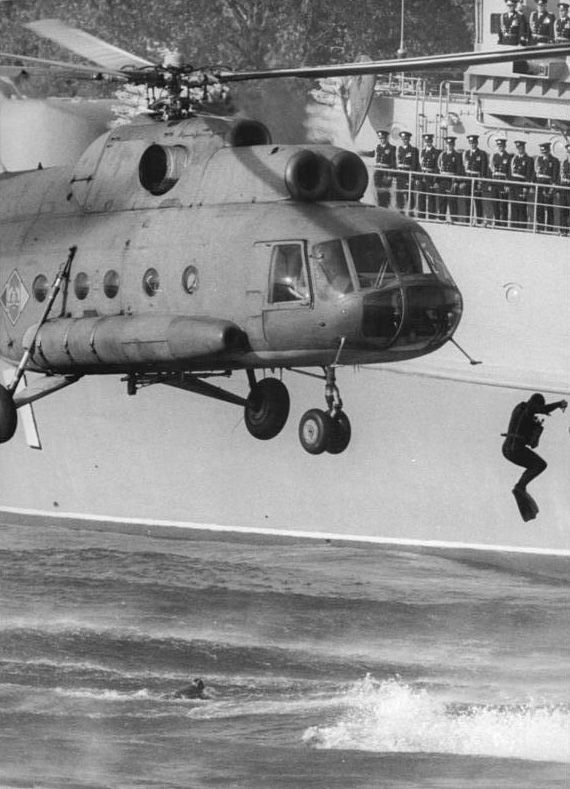
Kampfschwimmer des Kampfschwimmerkommandos 18 beim Sprung aus einer Mil Mi-8 des Marinehubschraubergeschwaders 18 (MHG-18) der Volksmarine in die Warnow 1979

Das Kampfschwimmerkommando 18 (KSK-18) war eine maritime Spezialeinheit der Volksmarine der DDR am Standort Kühlungsborn und neben dem Luftsturmregiment 40 eine von zwei Spezialeinheiten der Nationalen Volksarmee (NVA). Das Aufgabengebiet der Kampfschwimmer war weit gefächert, umfasste aber vor allem Kommandoeinsätze, bei denen sie auf See und an Land luftlandefähig einsetzbar waren.

## Geschichte
Die Geschichte des KSK-18 geht auf die am 1. April 1957 aufgestellte Spezial-Tauchergruppe des Bergungs- und Rettungsdienstes der Seestreitkräfte der Nationalen Volksarmee in Dänholm zurück. Diese wurde am 1. Januar 1959 nach Parow verlegt und dort zum 15. Juni 1959 in das Spezial-Taucherkommando Parow umgegliedert. Am 1. Januar 1960 folgte eine Umgliederung zum Kampfschwimmerkommando Kühlungsborn und am 20. November 1960 wurde es von Parow nach Kühlungsborn verlegt.
Am 1. Januar 1962 wurde das Kampfschwimmerkommando Kühlungsborn der Landungsbrigade der 4. Flottille der Volksmarine unterstellt. Im Jahr 1963 gab es eine weitere Namensänderung in Selbständiges Kampfschwimmerkommando und ab Mai 1963 wurde die nochmals umstrukturierte Einheit unter dem endgültigen Namen Kampfschwimmerkommando 18 direkt dem Stellvertreter des Ministers für Nationale Verteidigung und Chef der Volksmarine unterstellt.
Im Oktober 1987 wurde dem KSK-18 durch den Stellvertreter des Ministers und Chef der Volksmarine die Truppenfahne und 1988 durch Vizeadmiral Gustav Hesse der Ehrenname „Richard Staimer“ verliehen.
Das KSK-18 hatte eine Sollstärke von 100 Soldaten, die über die Jahre seines Bestehens nicht wesentlich unterschritten wurde. Zum Dienst im KSK-18 kamen nur freiwillige Soldaten auf Zeit, ihre Mindestdienstzeit betrug vier Jahre. Die Angehörigen rekrutierten sich überwiegend aus Sporttauchern der Gesellschaft für Sport und Technik (GST). Kurz vor seiner Auflösung bestand es neben dem Stab und der Logistik aus zwei Einsatzstaffeln, wobei einer der beiden Einsatzstaffeln vier Einsatzgruppen unterstellt wurden.
Am 2. Oktober 1990 wurde die Truppenfahne eingeholt und die Dienstflagge des KSK-18 letztmalig eingezogen. Das Bundeswehrkommando Ost befahl am 16. November 1990 die Auflösung des KSK-18 bis zum 30. Juni 1991, woraufhin es am 31. März 1991 außer Dienst gestellt wurde.

## Aufgaben
Die Hauptaufgaben der Kampfschwimmer und Minentaucher ergaben sich aus den Dienstvorschriften des Kommandos der Volksmarine und einer Anordnung des Stellvertreters des Ministers und Chef der Volksmarine.
| Kampfschwimmer | Minentaucher |
| --- | --- |
| Hauptaufgaben - Aufklärung von stationären und beweglichen Kräften, Mitteln und Einrichtungen des Gegners an Land und unter Wasser - Vernichtung bzw. Zerstörung, Beschädigung oder Niederhaltung aufgeklärter Kräfte, Mittel und Einrichtungen des Gegners                                                   | Hauptaufgaben - Suche, Aufklärung und Vernichtung von Seeminen in Häfen, auf Ansteuerungen und im eigenen Küstenvorfeld - Aufklärung von stationären Kräften, Mitteln und Einrichtungen des Gegners unter Wasser                                                                                            |
| Nebenaufgaben - Aufklärung physisch-geographischer und hydrometeorologischer Bedingungen an Küstenabschnitten des Gegners - Suche, Aufklärung und Vernichtung von Seeminen im eigenen Küstenvorfeld - Beseitigung von Unterwasserhindernissen im Interesse einer Seelandung - Rettung von Personen aus Seenot | Nebenaufgaben - Beseitigung von Unterwasserhindernissen - Unterwasserpatrouillen zur Sicherung und Kontrolle eigener Unterwassereinrichtungen und -objekte - Rettung von Personen aus Seenot - Bergung gesunkener Kampftechnik und Ausrüstung sowie, in eingeschränktem Umfang, Aufgaben als Schiffstaucher |

Das KSK-18 unterstützte darüber hinaus die Fischer in der Ostsee bei der Bergung der bis zu 40.000 Mark teuren Fischernetze, wenn sie verloren gingen oder von Sturm abgetrieben wurden.

## Ausrüstung

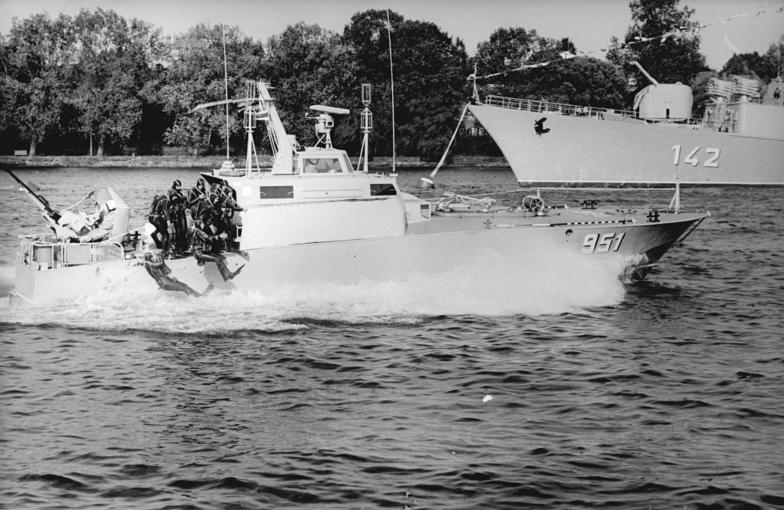
Kampfschwimmer des Kampfschwimmerkommandos 18 beim Sprung von einem Torpedoschnellboot der Libelle-Klasse der Volksmarine in die Warnow 1979

Die Soldaten wurden mit dem Schlauchboot ins Ziel gebracht, mit dem Fallschirm abgesetzt, durch einen Sprung ins Wasser aus einem Hubschrauber aus Höhen von etwa fünf bis zehn Metern oder auch bei sehr hoher Geschwindigkeit mit einem Sprung von Schnellbooten wie beispielsweise den Kleinen Torpedoschnellbooten der Libelle-Klasse. Zur Ausrüstung des KSK-18 gehörten deshalb neben der NVA-Standardausrüstung Schlauchboote mit Außenbordmotoren aus sowjetischer und DDR-Produktion („Wichr“, „Neptun“, „Moskwa“, „Forelle“). Hinzu kamen verschiedene Typen von Kreislauftauchgeräten wie das KTG IDA-57 und Tauchausrüstung, die neben der DDR und der ČSSR und vor allem in den letzten Jahren vor der Auflösung aus französischen und schwedischen Produkten sowie Produkten aus Westdeutschland bestand. Bei Importen durch den Bereich Kommerzielle Koordinierung wurden westliche Embargos umgangen.
Für die Verbringung mit eigenem Material standen Taucherschlitten, Schlauch- und Motorboote MB-35 und MB-37, Kajaks und die Fallschirme RS-4/3 (ab 1979 RS-9) sowie ab 1985 der Gleitfallschirm RL-10/2ST und das Rettungsgerät Reserveschirm BE-8 des VEB Bekleidungswerke Seifhennersdorf für Fallschirme zur Verfügung. Die Sprungausbildung und der Sprungdienst fand auf dem Flugplatz Purkshof statt.
Darüber hinaus wurden verschiedene Boote und Schiffe der Volksmarine wie beispielsweise die Vermessungs- und Aufklärungsschiffe Meteor und Komet zur Verbringung genutzt, die mit einem Taucherschacht zum unauffälligen Absetzen und Aufnehmen der Kampfschwimmer ausgerüstet waren. Für den Lufttransport per Hubschrauber stellte das Marinehubschraubergeschwader 18 zwei Hubschrauberstaffeln zur Verfügung und unterstützte operativ mit seinem Stab.

## Standort

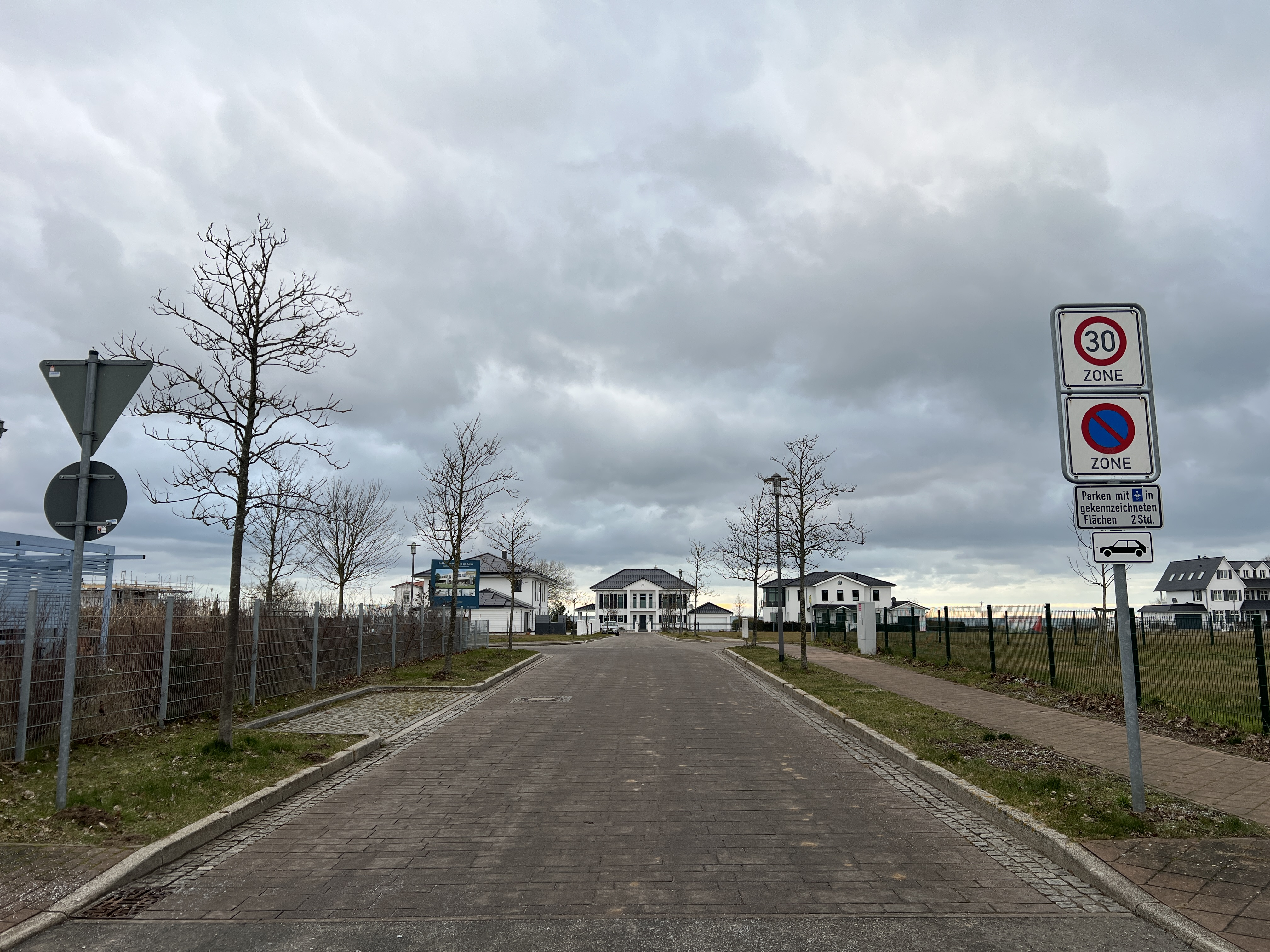
Neubausiedlung auf dem Gelände der ehemaligen Kaserne an der Makarenkostraße (heute: Waldstraße)

Die vom KSK-18 genutzte mehr als 37 Hektar große Liegenschaft befand sich in Kühlungsborn West in der damaligen Makarenkostraße direkt am Strand im Kühlungsborner Dünenwald. In der Kaserne war neben dem KSK-18 die 9. Technische Beobachtungskompanie (9. TBK), die 6. Grenzkompanie (6. GK) sowie das Grenzausbildungsbataillon 5 (GAB-5) der 6. Grenzbrigade Küste (6. GBK) stationiert. Zusätzlich befand sich auf der Liegenschaft ein Mehrzweckobjekt, das als von der Volksmarine betriebenes Pionier-Ferienlager (54° 9′ 6,6″ N, 11° 42′ 38,7″ O) genutzt wurde. Die Kaserne bestand unter anderem aus folgenden Objekten:
- Stabsgebäude und Küchen 54° 9′ 11,2″ N, 11° 42′ 20″ O
- Sportplatz 54° 9′ 2,2″ N, 11° 42′ 25,4″ O
- Unterkunftsgebäude 54° 9′ 9″ N, 11° 42′ 24,2″ O
- Ledigenwohnheim für Berufssoldaten 54° 9′ 5,7″ N, 11° 42′ 23,2″ O
- Hauptwache mit Arrestzellen und zentraler Waffenkammer 54° 9′ 4,6″ N, 11° 42′ 35″ O
- Kfz-Hallen 54° 9′ 6,9″ N, 11° 42′ 30,8″ O
- San-Bereich
- Turnhalle
- Lehrgebäude
- Taucherkessel
- Technische Gebäude mit Werkstatt für Tauchausrüstung mit Taucherdruckkammer, Lager für Minentaucher, Torpedo-Regelbecken, Kfz-Werkstatt und Geräteinstandsetzung
- Bootswinde, Waschanlage, Bootsschuppen 54° 9′ 11,9″ N, 11° 42′ 0,7″ O
- Taucherbühne
- Minen-Polygon
- Fallschirmgarten und Nahkampfbahn 54° 9′ 9,5″ N, 11° 42′ 1,2″ O
- Kampfschwimmerbahn (spezielle Seil- und Kletterkampfbahn mit verschiedenen militärischen Nahkampfelementen)
- Munitionsbunker 54° 9′ 10,8″ N, 11° 41′ 49,5″ O
- Spezialsturmbahn (Zwei Bahnen mit Häuserwand) 54° 9′ 9,6″ N, 11° 41′ 49,9″ O
- Schießplatz
- Sprengplatz

Mit dem Rückbau der Liegenschaft sowie dem Abriss der Gebäude wurde Mitte 2008 begonnen und das Gelände später mit Eigenheimen bebaut.

## Einsätze
Das KSK-18 kam wie die gesamte Volksarmee der DDR nie in kriegerischen Auseinandersetzungen zum Einsatz, es wurden aber beispielsweise bis 1979 Angehörige des KSK-18 als Berater und Ausbilder im Irak eingesetzt.
Als am 31. August 1968 das Torpedoschnellboot 844 der 6. Flottille der Volksmarine nach einer Kollision mit dem schwedischen Fährschiff Drottningen sank und Bergungsschiffe mit Grundschleppgeräten das Wrack nicht finden konnten, wurde das KSK-18 eingesetzt. Die Taucher fanden das Torpedoschnellboot am 5. September 1968, sicherten die Freund-Feind-Kennanlage und unterstützten bei der Bergung des Wracks.
Im Jahr 1970 wurde das KSK-18 erfolgreich zur Bergung von Raketenteilen und des Gefechtskopfs einer schiffsgestützten Anti-Schiff-Lenkwaffe P-15 Termit eingesetzt, die während einer Übung versehentlich gestartet worden war und daraufhin in dänischen Hoheitsgewässern abstürzte.
Das Kommando nahm an verschiedenen Manövern des Warschauer Vertrages wie dem Manöver Waffenbrüderschaft 80 oder der Küstenschutzübung „MERIDIAN-75“ teil und beteiligte sich als Feinddarsteller an Manövern und Übungen zur Überprüfung der Gefechtsbereitschaft verschiedener Einheiten sowie von Schiffen der Volksmarine, die als Scheinangriff oder nächtlicher Überfall durchgeführt wurden.
Im Dezember 1989 wurden Angehörige des KSK-18 bei der Auflösung eines Waffen- und Munitionslagers der Imes Import-Export GmbH in Kavelsdorf eingesetzt, in dem seit 1982 die Waffenexporte mit dem Iran, Irak, Ägypten, Äthiopien und Libyen abgewickelt wurden.

## Kommandeure
- 1958–1959 Oberleutnant Kurt Klingbeil
- 1959–1961 Korvettenkapitän Horst Förster
- 1962–1966 Kapitänleutnant Kurt Schulz
- 1966–1967 Korvettenkapitän Horst Strauß
- 1967–1972 Fregattenkapitän Rolf Ritter
- 1972–1975 Fregattenkapitän Manfred Schmidt
- 1975–1979 Fregattenkapitän Horst Kerzig
- 1979–1984 Fregattenkapitän Gerhard Hofmann
- 1984–1985 Fregattenkapitän Manfred Usczeck
- 1985–1990 Fregattenkapitän Jürgen Knittel

## Nach der Auflösung
Nach der Außerdienststellung des KSK-18 wurden sieben Offiziere und Fähnriche sowie zwei Mannschaftsdienstgrade von den Kampfschwimmern der Bundeswehr übernommen. Dazu zählt unter anderem einer der ehemaligen Kommandeure des KSK-18, Fregattenkapitän Manfred Usczeck, der später Kommandeur des Marinesicherungsbataillons 3 und 5 war und zuletzt als Lehrstabsoffizier und Stellvertreter des Bereichsleiters V des Zentrums Innere Führung eingesetzt wurde. Ein weiterer der Übernommenen absolvierte die Ausbildung der bundesdeutschen Kampfschwimmer als Jahrgangsbester und wurde später im Rahmen eines Austauschprogrammes zeitweise zu den United States Navy SEALs kommandiert.
Ehemalige Angehörige des KSK-18 sind seit 1997 in der Marinekameradschaft Kampfschwimmer Ost e. V. organisiert. Am 18. September 2016 durchschwammen sechs ihrer Mitglieder den Fehmarnbelt zwischen Rödby in Dänemark und Puttgarden in Deutschland. Bei einer Wassertemperatur von 18 °C, hohem Wellengang und böigem Wind wurde eine Strecke von 25 km bewältigt.